# Lidia Patty
Lidia Patty ou Lidia Patty Mullisaca, née le 7 juin 1969 à Charazani dans le département de La Paz en Bolivie, est une syndicaliste et femme politique bolivienne. Membre du Mouvement vers le socialisme, Lidie Patty représente La Paz à la Chambre des députés, d'abord comme suppléante de 2015 à 2018 puis en tant que députée titulaire de 2018 à 2020. Elle est ensuite consul au Pérou puis vice-consul en Argentine.
Lidia Patty est issue de l'ethnie Kallawaya de Charazani, dans la province de Bautista Saavedra, et travaille d'abord comme domestique avant d'être employée comme institutrice rurale. À partir du milieu des années 1990, elle s'implique dans le syndicalisme politique et rejoint la Confédération Bartolina Sisa, comme directrice provinciale de l'association, puis secrétaire départementale. À cette époque, elle rejoint le Mouvement pour le socialisme naissant, avec lequel elle entre en politique électorale en 1999. Elle remporte sa première élection pour un siège au conseil municipal de Charazani en 2004 et elle est élue à la Chambre des députés en 2014.
Restée discrète pendant son mandat parlementaire, Lidia Patty acquiert une notoriété nationale après la fin de son mandat. Elle est la principale plaignante dans l'affaire du coup d'État, qui donne lieu à des poursuites pénales contre l'ancienne présidente Jeanine Áñez et contre de nombreux autres acteurs militaires et politiques de la crise de 2019 dans le pays. Figure polémique en raison de ses fréquentes dénonciations de l’opposition et de certains responsables du parti au pouvoir, Lidia Patty tente vainement de devenir médiatrice de la Bolivie en 2022.
Après avoir été pressentie pour le poste d'ambassadrice au Paraguay, Lidia Patty est nommée consul à Puno, au Pérou, en 2023. Alors que les relations entre les deux pays se détériorent, le gouvernement péruvien demande l'annulation de sa nomination et le ministère bolivien des Affaires étrangères la rappelle peu après, puis la nomme en Argentine.

## Bioographie

### Jeunesse et formation
Lidia Patty naît le 7 juin 1969 dans la municipalité de Charazani, chef-lieu du district de la province Bautista Saavedra du département de La Paz. La région, située dans les Yungas boliviennes, abrite les Kallawayas, un groupe ethnique dont fait partie Lidia Patty,. Comme beaucoup de Kallawayas, Lidia Patty connaît et pratique la médecine traditionnelle, selon l'engouement historique de son peuple pour la pratique des guérisseurs,.
Elle termine sa scolarité primaire à Charazani avant de déménager à La Paz à l'âge de 19 ans. Elle travaille quelque temps comme domestique avant de recevoir l'aide d'un organisme d'aide sociale pour rentrer chez elle et terminer ses études. Après quelques années d'études, au cours desquelles elle apprend également à lire et à écrire le quechua, Lidia Patty obtient un diplôme professionnel pré-universitaire. Elle applique ces connaissances à l'éducation en tant qu'institutrice pour le SEDEGES, une agence gouvernementale locale.

### Carrière et syndicalisme
En 1994, Lidia Patty rejoint la Confédération Bartolina Sisa, le syndicat national des femmes paysannes indigènes dont elle est la directrice provinciale jusqu'en 1999. À cette époque, elle commence également à faire des incursions en politique. Bien que d'abord partisane du Mouvement de la gauche révolutionnaire - Nouvelle Majorité (MIR), Lidia Patty se détourne rapidement de ce parti et en démissionne quelques semaines ou quelques mois après son inscription. « Je n'étais pas d'accord avec leur idéologie », explique-t-elle, « le MIR s'est servi de nous, les autochtones ; je ne voulais pas être utilisée ». Lidia Patty se tourne alors vers le Mouvement pour le socialisme (MAS-IPSP) naissant. Quand le MAS établit une présence à Charazani, Patty en devient aussitôt membre.
Pendant la campagne pour les élections municipales, Lidia Patty est choisie pour briguer un siège au conseil municipal de Charazani. Elle est en tête de la liste électorale du MAS dans le district, mais ne réussit à être élue. Sans se décourager, elle se présente de nouveau aux élections en 2004 et elle est élue conseillère suppléante. Tout au long de son mandat, Lidia Patty se fait remarquer comme figure polémique, ce qui lui vaut une suspension d'un an pour « mauvais comportement », mais elle affirme qu'il s'agit en réalité d'une conséquence de ses dénonciations de la mauvaise gestion économique. Lidia Patty conteste alors la suspension devant le tribunal et gagne, contraignant la municipalité à lui verser une compensation financière.

### Élection comme députée
Après la fin de son mandat au conseil municipal, Lidia Patty reste active dans la politique du parti et dans l'organisation syndicale, elle devient la secrétaire départementale de la Confédération Bartolina Sisa. Le MAS la nomme en 2014 pour accompagner Manuel Canelas (es) comme colistière sur la liste électorale du parti. Elle accepte et elle est élue pour représenter le département de La Paz à la Chambre des députés. Lidia Patty devient ainsi la première femme Kallawaya à occuper un siège au parlement,.

### Mandat parlementaire
Ayant prêté le serment parlementaire au début de l’année 2015, Lidia Patty passe les trois premières années de son mandat à remplir le rôle relativement discret de députée suppléante, jusqu'au début de 2018, quand le titulaire Manuel Canelas démissionne de son mandat pour rejoindre le gouvernement comme vice-ministre de la planification et de la coordination. Lidia Patty prête alors serment pour le remplacer comme députée en titre, avec les pouvoirs législatifs que ce rôle implique. Après sa prise de fonction, la présence publique de Lidia Patty n'augmente pas de façon significative ; elle concentre ses efforts sur des projets de faible envergure, comme ceux promouvant la culture Kallawaya et les pratiques médicinales.

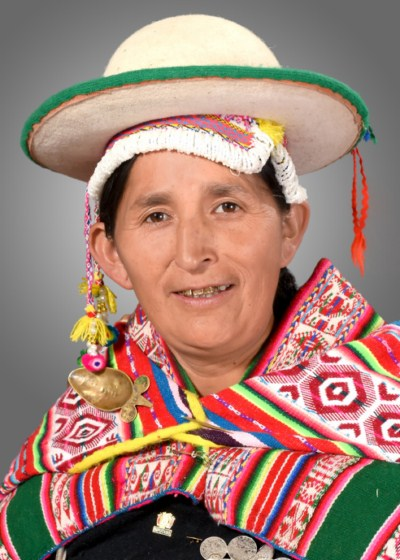
Portrait officiel, 2017.

Après la crise politique de 2019, Lidia Patty acquiert une forte notoriété comme critique acharnée de la présidente par intérim Jeanine Áñez, qu'elle considère comme partiellement responsable de l'éviction de l'ancien président, Evo Morales. Tout au long du processus de transition, Lidia Patty émet de fréquentes dénonciations contre la présidente et son cabinet, critiquant la décision du gouvernement de fermer les écoles en pleine pandémie de Covid-19 et les actes présumés de corruption politique,. Pour lutter contre la corruption, Lidia Patty présente un projet de « loi d'enracinement », qui a pour but d'empêcher les anciens ministres de voyager à l'étranger pendant une période de six mois après avoir quitté leurs fonctions. La loi est adoptée en septembre 2020, malgré les inquiétudes des observateurs des droits de l'homme selon lesquels elle viole certains droits comme la présomption d'innocence et la liberté de circulation.
Lidia Patty n'est pas nommée pour sa réélection aux élections générales boliviennes de 2019. À la suite de l'annulation de ces résultats, son mandat et celui d'autres parlementaires sont prolongés jusqu'à ce que de nouvelles élections générales puissent être organisées en 2020 ; cependant, elle ne fait pas non plus partie des quelques députés sortants du MAS inclus sur la liste des candidats pour la nouvelle législature.

### Affaire du coup d'État
Peu après la fin de son mandat parlementaire, Lidia Patty concentre ses efforts pour poursuivre ceux qu'elle considère comme coupables d'avoir encouragé un « coup d'État » contre Evo Morales et son gouvernement. Moins d'un mois après avoir quitté ses fonctions législatives, Lidia Patty dépose une plainte officielle auprès du parquet contre un certain nombre de personnalités pour les crimes de conspiration, de sédition et de terrorisme. « Ces messieurs doivent être jugés ; ils ont violé notre Constitution », déclare-t-elle,. Bien que le processus, baptisé « affaire du coup d'État », ne soit d'abord pas destiné à juger des militaires et des policiers de premier plan pour leur rôle dans la crise de 2019, il devient bientôt le catalyseur des poursuites et de l'inculpation éventuelle de Jeanine Áñez et de plusieurs de ses anciens ministres,. Le procès vaut à Jeanine Áñez une peine de dix ans de prison. Lidia Patty continue à demander la poursuite et l'arrestation d'autres personnalités de l'opposition, comme Luis Fernando Camacho et l'ancien président Carlos Mesa ; et même de certains responsables du parti au pouvoir, dont Adriana Salvatierra et son propre ancien député colistier, Manuel Canelas, qu'elle considère comme des traîtres pour avoir négocié avec l'opposition,,.

### Élection comme médiateur

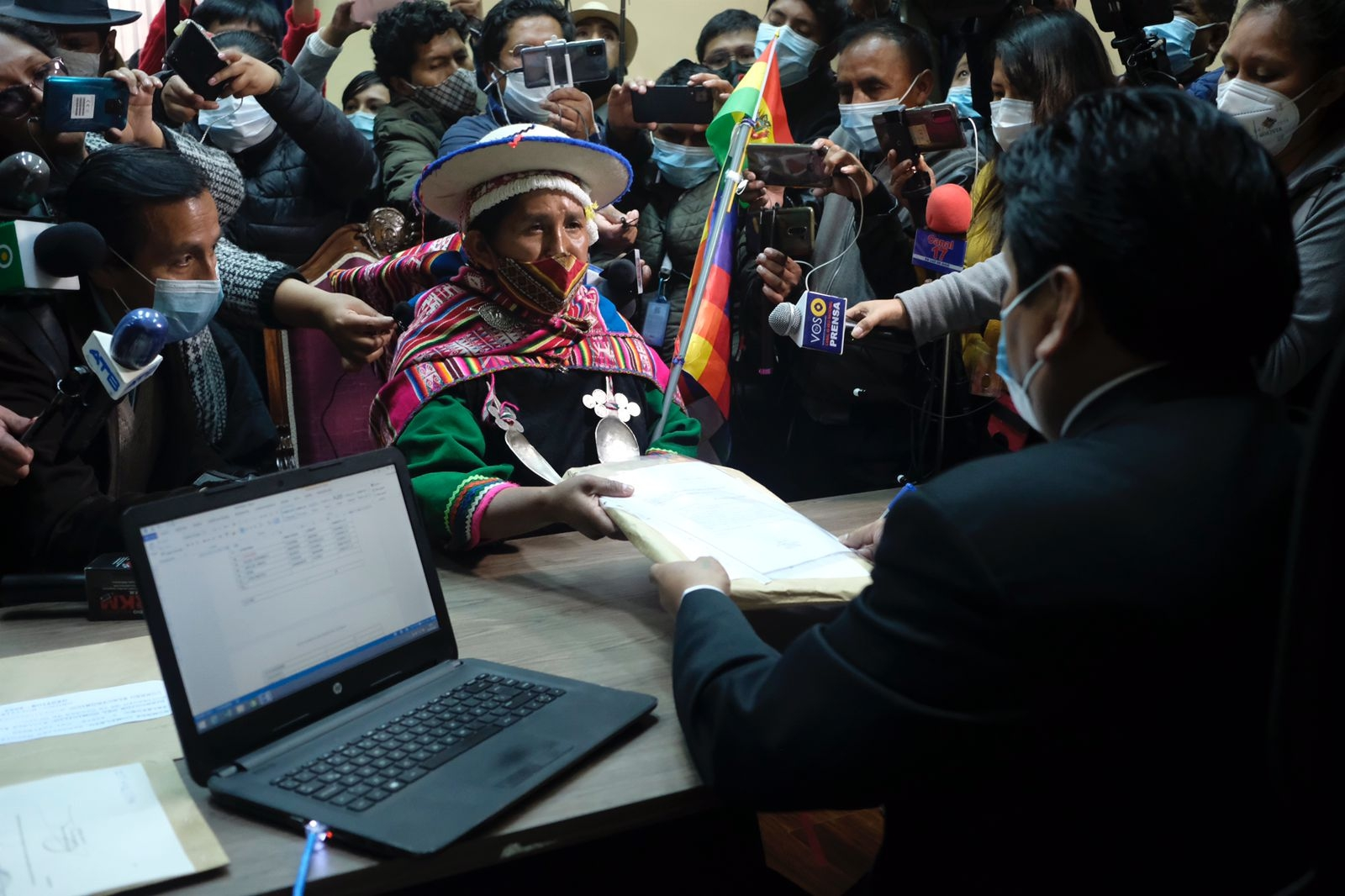
Lidia Patty signe officiellement sa candidature au poste de défenseur des droits, le 31 mars 2022.

Ayant acquis une notoriété nationale pour son rôle dans le procès de Jeanine Áñez, Lidia Patty annonce sa candidature pour devenir la défenseure des droits de l'homme du pays. Bien que le processus de sélection relève de la compétence de l'Assemblée législative à majorité MAS, l'adhésion active de Lidia Patty au sein du parti l'empêche d'obtenir le poste, car tous les candidats doivent avoir été politiquement indépendants pendant au moins les huit dernières années. Lidia Patty soumet quand même sa candidature, argumentant que le MAS n'est pas un parti mais un « instrument politique ... composé du peuple bolivien ». Elle soutient que « s'ils me disqualifient, c'est une discrimination parce que la Constitution passe avant les règlements ». Lidia Patty dépose officiellement son dossier de candidature l'avant-dernier jour des inscriptions, annonçant à ses partisans sa volonté « d'appliquer la Constitution, d'appliquer les accords, les lois, les normes que nous avons... [Je] veux travailler en étroite collaboration avec les gens, main dans la main ». En fin de compte, la candidature de Lidia Patty est écartée, en partie à cause de son esprit politique partisan, mais officiellement en raison de son incapacité à signer son curriculum vitae.

### Service diplomatique
La Chambre des sénateurs commence en décembre 2022 à considérer Lidia Patty comme une candidate potentielle à un rôle diplomatique. Elle est même nommée ambassadrice au Paraguay, une décision qui suscite des réactions mitigées, étant donné son manque d’expérience diplomatique. Le sénateur de l'opposition Centa Rek estime « que les postes dans les ambassades sont utilisés pour remplir le quota d'une aile du MAS... ce serait une dégradation du service diplomatique. Elle n'a ni carrière ni accréditation ; quel rôle peut-elle jouer dans le service extérieur ? » De son côté, Lidia Patty affirme qu'occuper un poste d'ambassadrice ne nécessite pas d'expérience diplomatique. « J'ai ma diplomatie indigène, native, paysanne », déclare-t-elle, « des peuples indigènes aborigènes vivent aussi au Paraguay ». Elle ajoute qu'« on n'a pas besoin de gens qui se préparent parce qu'on apprend tout en cours de route ».
Début 2023, la nomination de Lidia Patty est bloquée au Parlement, ce qu'elle attribue à la « discrimination » de la part des législateurs de l'opposition, pour laquelle elle annonce son intention d'intenter une action en justice - une démarche qui, à son tour, fait que certains députés du MAS renoncent à sa nomination,. Finalement, la nomination d'ambassadrice est abandonnée et Lidia Patty est nommée en mai pour servir comme consul à Puno, au Pérou. Cette désignation est controversée auprès du gouvernement péruvien, étant donné les relations étroites de Lidia Patty avec Evo Morales, dont les opérations dans le sud du Pérou – l'un des épicentres des manifestations antigouvernementales de l'époque – avaient tendu les relations bilatérales et avaient conduit l'ancien président à se voir interdire l'entrée dans le pays,. Le 12 juin 2023, le ministère péruvien des Affaires étrangères demande officiellement au gouvernement bolivien d'annuler la nomination de Lidia Patty, et affirme qu'en lui permettant d'exercer des fonctions diplomatiques sans avoir reçu l'exequatur nécessaire autorisant sa présence, le pays violerait la Convention de Vienne sur les relations consulaires. Le ministère bolivien des Affaires étrangères exprime son désaccord avec la décision du gouvernement péruvien, mais rappelle Lidia Patty le lendemain. Elle présente sa démission peu après. Elle est ensuite affectée comme vice-consule à La Plata, en Argentine, en septembre 2023.